# Nigist Getachew
Nigist Getachew Beyene (28 de febrero de 2002) es una deportista etíope que compite en atletismo, especialista en las carreras de mediofondo. Ganó una medalla de plata en el Campeonato Mundial de Atletismo en Pista Cubierta de 2025, en la prueba de 800 m.

## Palmarés internacional
| Campeonato Mundial en Pista Cubierta | Campeonato Mundial en Pista Cubierta | Campeonato Mundial en Pista Cubierta | Campeonato Mundial en Pista Cubierta |
| Año                                  | Lugar                                | Medalla                              | Prueba                               |
| ------------------------------------ | ------------------------------------ | ------------------------------------ | ------------------------------------ |
| 2025                                 | Nankín (China)                       | Medalla de plata                     | 800 m                                |